# Ruggero Tita
Ruggero Tita (født 20. marts 1992) er en italiensk sejler.
Han repræsenterede Italien under sommer-OL 2016 i Rio de Janeiro, hvor han sluttede som nummer 14 i 49eren
Under sommer-OL 2020 i Tokyo, som blev afholdt i 2021, tog han guld i nacra 17.